# Ordkampen
Ordkampen är ett direktsänt tv-program som visas på helger i Kanal 11. I frågesport tävlar fyra personer i studion där två går till final och tävlar i en finalomgång. Programledare för Ordkampen är Nathalie Merchant, premiärprogrammet leddes dock av Maria Lodenborg. Programmet produceras av Interact24 Television.